# 喝采 (1954年の映画)
『喝采』（かっさい、The Country Girl）は、1954年のアメリカ合衆国のミュージカルドラマ映画。クリフォード・オデッツの舞台劇『The Country Girl』（1950年）を映画化した作品である。
監督はジョージ・シートン、出演はビング・クロスビー、グレース・ケリー、ウィリアム・ホールデンなど。グレース・ケリーがアカデミー主演女優賞を、ジョージ・シートンが脚色賞を受賞した。衣裳はイーディス・ヘッドが手がけた。

## ストーリー
かつてのミュージカルスター、フランクは酒浸りの日々を送っていた。演出家のバーニーは、プロデューサーであるクックの猛反対を押し切り、そんな彼に敢えて出演の依頼をする。大舞台の主演に怖じ気づいたフランクだったが、妻ジョージーのすすめにより、渋々承諾する。稽古に身が入らない彼はバーニーに訳を打ち明ける。フランクによれば、数年前に交通事故で幼い1人息子を失ったショックで妻が酒浸りになった上、自殺未遂を繰り返すなどして困らせるからだと言う。外面の良いフランクの言葉にバーニーはすっかり騙されてしまうが、それは完全な嘘であった。実は、1人息子の事故はフランクが手を離した一瞬の隙に起きたもので、その罪悪感から酒浸りになり、自殺未遂を繰り返していたのはフランクだったのである。また、フランクは周りからいい人と思われるために、不満は全てジョージーの口から言わせることで彼女を悪役に仕立て上げており、そんなフランクの仕打ちにジョージーは心身ともに疲れ切っていたのだ。しかし、事情を知らないバーニーはフランクをダメにしているのはジョージーだと思い込み、彼女を敵視するようになる。
そんな中で開幕したボストンでの初演は失敗に終わる。その原因がジョージーにあると決めつけたバーニーはジョージーをニューヨークに帰らせることにする。ところが、ショックを受けたフランクが酒場で泥酔してトラブルを起こして逮捕されてしまう。この事態にバーニーはようやくフランクの嘘に気付き、ジョージーにこれまでの態度を深く詫びる。そして彼女の献身ぶりにバーニーは愛を感じ、激高していたジョージーを思わず抱きしめてキスしてしまう。ジョージーは「女」として扱われたことに呆然とする。
バーニーに激しく責められたフランクは、単に息子を失ったショックから酒に溺れ、自殺未遂を繰り返していたのではなく、加齢に伴う人気の下降など、スターとしての苦しみから逃れて同情を集めるために、息子の事故死を利用していたことを白状する。しかし、これをきっかけにようやくフランクは立ち直り、ニューヨークでの初日は大成功に終わる。その夜のパーティで、ジョージーとバーニーの関係に気付いたフランクは「2人で話し合うといい」と告げ、その場を後にする。フランクとバーニーの間で揺れるジョージーだったが、パーティ会場に思い出の曲が流れると、フランクと万感の想いで見つめ合う。そんな2人の様子にバーニーは全てを察してジョージーを送り出す。ジョージーはフランクを追いかけ、2人は熱い抱擁を交わす。そんな2人の姿を窓越しに見つめるバーニーの手元に初日の舞台を絶賛する新聞が届く。

## キャスト
※括弧内はテレビ版日本語吹替
- フランク・エルジン: ビング・クロスビー（大木民夫） - かつてのミュージカルスター。
- ジョージー・エルジン: グレース・ケリー（阪口美奈子） - フランクの妻。
- バーニー・ドッド: ウィリアム・ホールデン（小林昭二） - 舞台演出家。
- フィリップ・クック: アンソニー・ロス（英語版）（早野寿郎） - プロデューサー。
- ラリー: ジーン・レイノルズ（英語版）
- ラウンジの歌手: ジャクリーン・フォンテーヌ（フランス語版）
- エド: エディ・ライダー（英語版）
- ポール: ロバート・ケント（英語版）
- ヘンリー: ジョン・W・レイノルズ
- ダンサー: ジョージ・チャキリス[注 1]
- その他吹替：山田康雄、江家礼子、村越伊知郎、飯塚昭三、上田敏也、寺島幹夫、戸川暁子、松岡文雄、石井敏郎、加藤修、原田一夫、八奈見乗児、島木綿子、京千英子、森ひろ子

※日本語版初回放送日：1971年2月18日東京12チャンネル『木曜洋画劇場』

## スタッフ
- 監督・脚本: ジョージ・シートン
- 原作: クリフォード・オデッツ
- 製作: ジョージ・シートン、ウィリアム・パールバーグ（英語版）
- 撮影: ジョン・F・ウォーレン
- 編集: エルスワース・ホーグランド（英語版）
- 音楽: ヴィクター・ヤング
- 日本語版制作: 東北新社

## 作品の評価

### 映画批評家によるレビュー
Rotten Tomatoesによれば、7件の評論のうち高評価は86%にあたる6件で、平均点は10点満点中7.10点となっている。

### 受賞歴
| 賞                                         | 部門                     | 対象者                                                                                  | 結果       |
| ------------------------------------------ | ------------------------ | --------------------------------------------------------------------------------------- | ---------- |
| 第27回アカデミー賞                         | 作品賞                   | ウィリアム・パールバーグ                                                                | ノミネート |
| 第27回アカデミー賞                         | 監督賞                   | ジョージ・シートン                                                                      | ノミネート |
| 第27回アカデミー賞                         | 主演男優賞               | ビング・クロスビー                                                                      | ノミネート |
| 第27回アカデミー賞                         | 主演女優賞               | グレース・ケリー                                                                        | 受賞       |
| 第27回アカデミー賞                         | 脚色賞                   | ジョージ・シートン                                                                      | 受賞       |
| 第27回アカデミー賞                         | 美術監督賞（白黒）       | 美術: ハル・ペレイラ、ローランド・アンダーソン 装置: サム・コマー、グレイス・グレゴリー | ノミネート |
| 第27回アカデミー賞                         | 撮影賞（白黒）           | ジョン・F・ウォーレン                                                                   | ノミネート |
| 第26回ナショナル・ボード・オブ・レビュー賞 | トップ10作品             |                                                                                         | 受賞       |
| 第26回ナショナル・ボード・オブ・レビュー賞 | 男優賞                   | ビング・クロスビー                                                                      | 受賞       |
| 第26回ナショナル・ボード・オブ・レビュー賞 | 女優賞                   | グレース・ケリー                                                                        | 受賞       |
| 第20回ニューヨーク映画批評家協会賞         | 作品賞                   |                                                                                         | ノミネート |
| 第20回ニューヨーク映画批評家協会賞         | 監督賞                   | ジョージ・シートン                                                                      | ノミネート |
| 第20回ニューヨーク映画批評家協会賞         | 主演女優賞               | グレース・ケリー                                                                        | 受賞       |
| 第12回ゴールデングローブ賞                 | 主演女優賞（ドラマ部門） | グレース・ケリー                                                                        | 受賞       |
| 第9回英国アカデミー賞                      | 外国女優賞               | グレース・ケリー                                                                        | ノミネート |
| 第8回カンヌ国際映画祭                      | パルム・ドール           | ジョージ・シートン                                                                      | ノミネート |
| 第7回全米監督協会賞                        | 長編映画監督賞           | ジョージ・シートン                                                                      | ノミネート |
| 第7回全米脚本家組合賞                      | ドラマ脚本賞             | ジョージ・シートン                                                                      | ノミネート |